# NGC 7771
NGC 7771 je galaxie v souhvězdí Pegas. Její zdánlivá jasnost je 12,1m a úhlová velikost 2,4′ × 1,1′. Je vzdálená 198 milionů světelných let, průměr má 140 000 světelných let. Spolu s NGC 7769 a NGC 7770 je galaxie součástí trojice interagujících galaxií. Objekt objevil 18. září 1784 William Herschel.

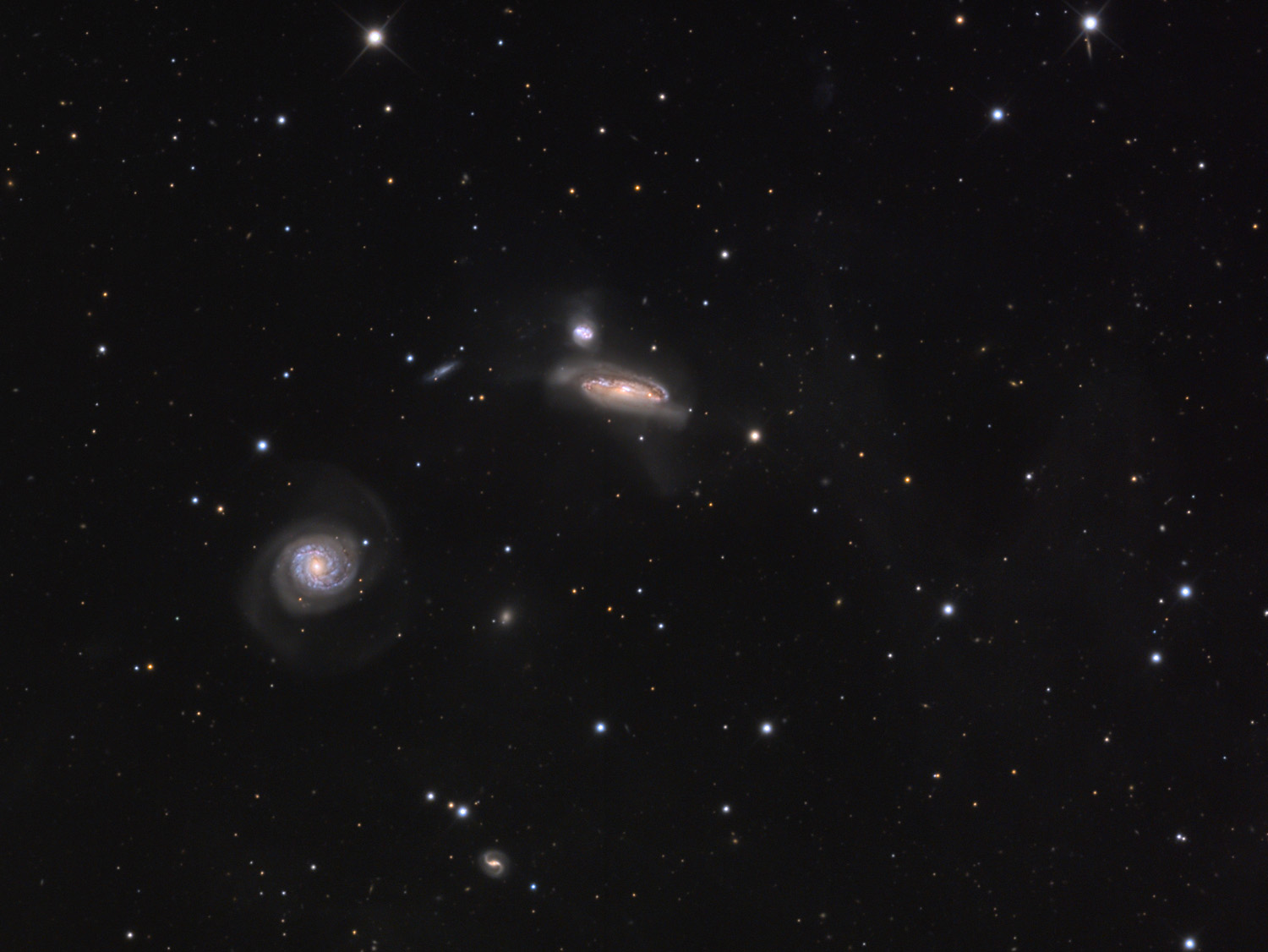
NGC 7771 s NGC 7769 a NGC 7770